# 柳德米拉·烏利茨卡婭
柳德米拉·叶夫根尼耶芙娜·烏利茨卡婭（俄语：Людмила Евгеньевна Улицкая，1943年2月21日—）是一位俄羅斯小說家和短篇小說家，她的作品在2014年獲得奧地利國家歐洲文學獎。2006年，她出版《丹尼爾·斯坦》（Даниэль Штайн, переводчик），這本小說涉及大屠殺及猶太教、基督教和伊斯蘭教之間的和解。烏利茨卡婭在族裔和文化上將自己視為猶太人，同時將基督教作為其宗教信仰。2012年獲得朴景利文学賞。柳德米拉·烏利茨卡婭反對俄羅斯當局發動2022年俄羅斯入侵烏克蘭，並於2022年3月移居柏林。

## 風格
烏利茨卡婭似乎等距地描寫和觀察小說角色。烏利茨卡婭不想發展角色或深入研究角色心理（被認為是俄羅斯寫作的特色），儘管她承認自己的角色受到了折磨。一般來說，她很少使用對話。瑪莎·蓋森（Masha Gessen）在2014年10月《紐約客》上的致敬文章中稱讚烏利茨卡婭的寫作令人上癮。蓋森說，她完全對接下來發生的事情有強烈的慾望。
在小說的主題中，包括宗教和種族寬容的需求、蘇聯文化中的知識分子、婦女如何在社會中塑造新的性別角色及日常生活。

## 外部連結
- Lyudmila Ulitskaya: why I'm not afraid of Vladimir Putin （页面存档备份，存于）
- Russian Booker Literary Prize official site
- Ulitskaya's article on Solzhenitsyn in the Moscow News
- Ulitskaya's short autobiography and interview （俄文）
- A brief review of The Funeral Party （页面存档备份，存于） – Ulitskaya's debut in the US
- Ulitskaya's page on her literary agent's website (ELKOST Intl. Literary Agency) （页面存档备份，存于）